# Argemiro de Azevedo
Argemiro de Azevedo CMF (ur. 3 grudnia 1952 w Fernandópolis) – brazylijski duchowny katolicki, biskup Assis od 2017.

## Życiorys
2 lipca 1980 otrzymał święcenia kapłańskie w zgromadzeniu klaretynów. Był m.in. dyrektorem filozofatu w São Paulo, administratorem ośrodka uniwersyteckiego w Batatais oraz proboszczem zakonnych parafii w Batatais i Araçatubie.
14 grudnia 2016 papież Franciszek mianował go biskupem diecezji Assis. Sakry udzielił mu 25 lutego 2017 biskup Sérgio Krzywy.